# Jadwiga Dobrzyńska
Jadwiga Dobrzyńska (Varsovia, 1898 - Varsovia, 1940) fue una renombrada arquitecta polaca.

## Vida personal
Fue una de las primeras graduandas de la Facultad de Arquitectura de la Universidad Politécnica de Varsovia en 1922. Desde 1923 participó en numerosos concursos de arquitectura.  Desde 1926 hasta su muerte trabajó conjuntamente con Zygmunt Loboda, arquitecto polaco con el que se casό.

## Carrera arquitectónica
Dobrzyńska fue considerada representante del Modernismo en arquitectura en Polonia. Esta corriente estética, impulsada por el afamado arquitecto francés Le Corbusier, buscaba reorganizar la ciudad de modo que fuera más funcional para sus habitantes, usando una estética basada en las figuras geométricas. En Polonia, Dobrzyńska contribuyó a la reconstrucción de la ciudad de Katowice en el periodo de entreguerras.

### Obras importantes
- Casa propia en Saska Kępa, Varsovia[1]
- Banco de Ahorros del Correo, Varsovia[2]
- Hospital Pediátrico de Isabena